# Ле-Кресте
Ле-Кресте́ (фр. Le Crestet, окс. Lo Crestet) — коммуна во Франции, находится в регионе Рона — Альпы. Департамент коммуны — Ардеш. Входит в состав кантона Ламастр. Округ коммуны — Турнон-сюр-Рон.
Код INSEE коммуны — 07073.

## Население
Население коммуны на 2008 год составляло 535 человек.
| 1962 | 1968 | 1975 | 1982 | 1990 | 1999 | 2008 |
| ---- | ---- | ---- | ---- | ---- | ---- | ---- |
| 404  | 415  | 405  | 436  | 515  | 510  | 535  |

## Экономика
В 2007 году среди 346 человек в трудоспособном возрасте (15—64 лет) 262 были экономически активными, 84 — неактивными (показатель активности — 75,7 %, в 1999 году было 71,9 %). Из 262 активных работали 244 человека (131 мужчина и 113 женщин), безработных было 18 (5 мужчин и 13 женщин). Среди 84 неактивных 26 человек были учениками или студентами, 33 — пенсионерами, 25 были неактивными по другим причинам.

## Фотогалерея

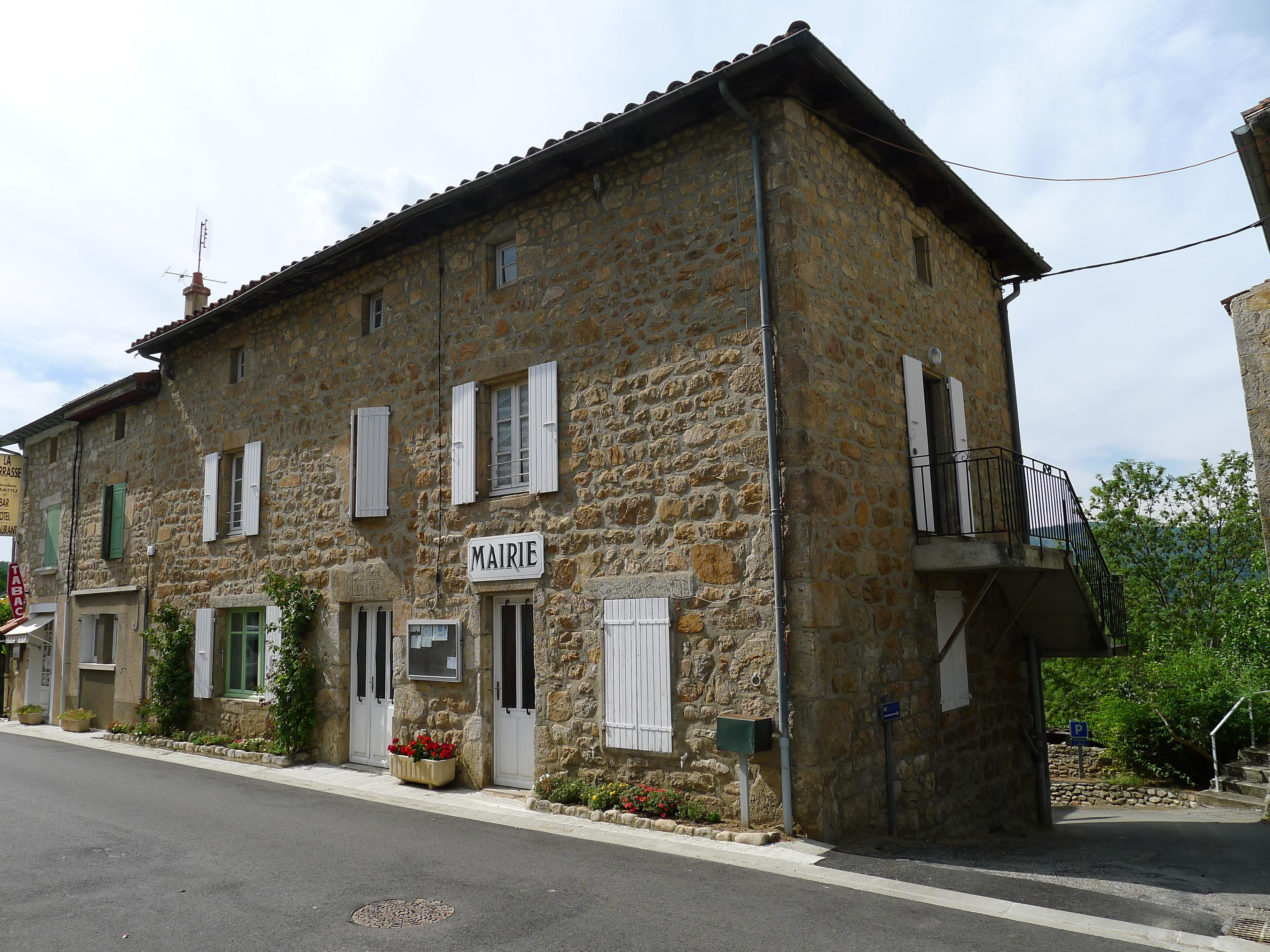
Мэрия
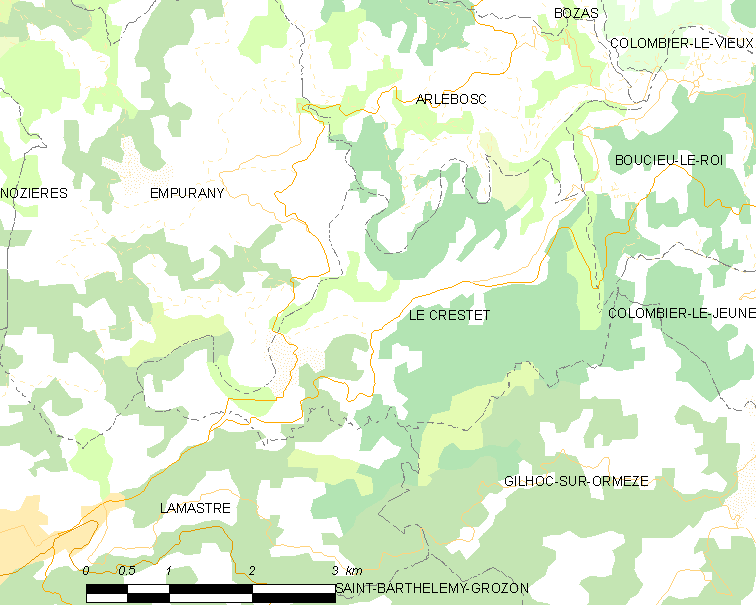
Карта коммуны